# 唐子村
唐子村（からこむら）とは、埼玉県比企郡にかつて属していた村である。

## 地理
- 河川：都幾川

## 歴史
- 1889年（明治22年）4月1日 町村制施行により、比企郡上唐子村、下唐子村、神戸村、葛袋村、石橋村、岩殿村の一部が合併し、唐子村が成立する。
- 1954年（昭和29年）7月1日に比企郡松山町、大岡村、唐子村、高坂村、野本村が合併し、東松山市となる。